# Wiège-Faty
Wiège-Faty – miejscowość i gmina we Francji, w regionie Hauts-de-France, w departamencie Aisne.

## Demografia
Według danych na rok 1990 gminę zamieszkiwało 180 osób, a gęstość zaludnienia wynosiła 24 osoby/km². W styczniu 2014 roku Wiège-Faty zamieszkiwało 236 osób, przy gęstości zaludnienia wynoszącej 31,6 osób/km².

## Merostwo
Od roku 1971 - nieprzerwanie - funkcję mera piastuje Hugues Mangot. W maju 2014 roku rozpoczął swą kolejną 6-letnią kadencję na tym stanowisku.